# 世界女童軍總會
世界女童軍總會（英語：World Association of Girl Guides and Girl Scouts, WAGGGS），為一個全球性的女童軍組織，目前會員已達153個，於1928年成立，總部在英國倫敦。而其相對的組織為世界童軍運動組織。
世界女童軍總會的使命是在於使所有女性年齡層可以完全發展她們的所有潛力，學習做負責任的世界公民、教育領導者、以及尋找長期的價值觀。
網站官方語言為英文、法文、西班牙文和阿拉伯文。

## 組織

世界女童軍協會會員全球分布圖

### 世界分區和中心
- 歐洲區
- 阿拉伯區
- 非洲區
- 亞太區
- 西半球區